# Суково
Суково је насеље Града Пирота у Пиротском округу. Према попису из 2022. има 465 становника (према попису из 2002. било је 728 становника). Недалеко од њега, налази се истоимени манастир.
Постоји и Железничка станица Суково у насељу Бело Поље.
Овде се налазе Запис Младеновића оброк (Суково) и Запис миро Младеновића храст (Суково).

## Историја
Место Суково је познато још од римског доба и ту се ископавају антички археолошки налази.
Суково има 1879. године 116 кућа, у којима живи 878 становника. Има само пет писмених мушкараца а у селу је пописано 186 пореских глава. Код Сукова је 1881. године био "Суковски хан", и ту протиче река Сукова Јeрма која сече Цариградски друм и ту је на њој постављен "Суковски мост". Суково је имало железничку пругу уског колосека којом је пролазио "Ћира" на путу од рудника "Јерма" у селу Ракита до места Бело Поље, и ту је 1898. године шеф постаје био саобраћајни званичник. Одвојили се се Суково и Јалботина 1904. године од Обреновачке општине у засебну општину Суковску.
У месту је 1896. године постојала српска народна четворогодишња основна школа са 69 ученика. Највише је било првака - 35. Тома Соколовић је 1896. године био суковски учитељ. Године 1899. ту су радили као учитељи Петар и Василија Стојановић.
За време Првог светског рата место је прилично страдало. Изнад села на једној висоравни је чувена "Дренова глава" где је био велики војни окршај са много жртава. Године 1938. у Сукову су председник Црквене општине поп Ђорђе Димитријевић и секретар учитељ Петар Ђорђевић покренули иницијативу да се стара, гранатама разорена и напуштена црква обнови. Подигла би се нова црква у спомен Блаженопочившем витешком краљу Александру и Благоупокојеном патријарху Варнави.

## Демографија
У насељу Суково живи 616 пунолетних становника, а просечна старост становништва износи 46,5 година (44,9 код мушкараца и 48,1 код жена). У насељу има 285 домаћинстава, а просечан број чланова по домаћинству је 2,55.
Ово насеље је великим делом насељено Србима (према попису из 2002. године).
|  |

| Демографија | Демографија | Демографија |
| Година      | Становника  | Становника  |
| ----------- | ----------- | ----------- |
| 1948.       | 1.656       |             |
| 1953.       | 1.565       |             |
| 1961.       | 1.424       |             |
| 1971.       | 1.127       |             |
| 1981.       | 1.099       |             |
| 1991.       | 889         | 869         |
| 2002.       | 728         | 742         |

| Етнички састав према попису из 2002.‍ | Етнички састав према попису из 2002.‍ | Етнички састав према попису из 2002.‍ | Етнички састав према попису из 2002.‍ | Етнички састав према попису из 2002.‍ |
| ------------------------------------ | ------------------------------------ | ------------------------------------ | ------------------------------------ | ------------------------------------ |
|                                      |                                      |                                      |                                      |                                      |
| Срби                                 | Срби                                 |                                      | 709                                  | 97,39%                               |
| Југословени                          | Југословени                          |                                      | 4                                    | 0,54%                                |
| Роми                                 | Роми                                 |                                      | 3                                    | 0,41%                                |
| Бугари                               | Бугари                               |                                      | 3                                    | 0,41%                                |
| Хрвати                               | Хрвати                               |                                      | 1                                    | 0,13%                                |
| непознато                            | непознато                            |                                      | 7                                    | 0,96%                                |

| Година пописа     | 1948. | 1953. | 1961. | 1971. | 1981. | 1991. | 2002. |
| ----------------- | ----- | ----- | ----- | ----- | ----- | ----- | ----- |
| Број домаћинстава | 335   | 343   | 382   | 355   | 377   | 341   | 285   |

| Број чланова      | 1  | 2  | 3  | 4  | 5  | 6  | 7 | 8 | 9 | 10 и више | Просек |
| ----------------- | -- | -- | -- | -- | -- | -- | - | - | - | --------- | ------ |
| Број домаћинстава | 80 | 95 | 38 | 43 | 11 | 12 | 4 | 1 | 1 | 0         | 2,55   |

| Пол    | Укупно | Неожењен/Неудата | Ожењен/Удата | Удовац/Удовица | Разведен/Разведена | Непознато |
| ------ | ------ | ---------------- | ------------ | -------------- | ------------------ | --------- |
| Мушки  | 318    | 94               | 189          | 29             | 6                  | 0         |
| Женски | 319    | 41               | 193          | 71             | 13                 | 1         |
| УКУПНО | 637    | 135              | 382          | 100            | 19                 | 1         |

| Пол    | Укупно                    | Пољопривреда, лов и шумарство | Рибарство                            | Вађење руде и камена | Прерађивачка индустрија       |
| ------ | ------------------------- | ----------------------------- | ------------------------------------ | -------------------- | ----------------------------- |
| Мушки  | 123                       | 12                            | 0                                    | 1                    | 59                            |
| Женски | 78                        | 17                            | 0                                    | 0                    | 38                            |
| УКУПНО | 201                       | 29                            | 0                                    | 1                    | 97                            |
| Пол    | Производња и снабдевање   | Грађевинарство                | Трговина                             | Хотели и ресторани   | Саобраћај, складиштење и везе |
| Мушки  | 3                         | 12                            | 6                                    | 3                    | 10                            |
| Женски | 0                         | 3                             | 8                                    | 1                    | 0                             |
| УКУПНО | 3                         | 15                            | 14                                   | 4                    | 10                            |
| Пол    | Финансијско посредовање   | Некретнине                    | Државна управа и одбрана             | Образовање           | Здравствени и социјални рад   |
| Мушки  | 0                         | 0                             | 8                                    | 2                    | 0                             |
| Женски | 0                         | 1                             | 1                                    | 3                    | 4                             |
| УКУПНО | 0                         | 1                             | 9                                    | 5                    | 4                             |
| Пол    | Остале услужне активности | Приватна домаћинства          | Екстериторијалне организације и тела | Непознато            | Непознато                     |
| Мушки  | 1                         | 0                             | 0                                    | 6                    | 6                             |
| Женски | 1                         | 0                             | 0                                    | 1                    | 1                             |
| УКУПНО | 2                         | 0                             | 0                                    | 7                    | 7                             |